# 92. pehotna divizija (Avstro-Ogrska)
92. pehotna divizija (izvirno nemško 92. Infanterie-Division oz. nemško 92. Infanterietruppendivision) je bila pehotna divizija avstro-ogrske kopenske vojske, ki je bila aktivna med prvo svetovno vojno.

## Zgodovina
Divizija je sodelovala v bojih na soški fronti.

## Poveljstvo
Poveljniki 
- Karl von Langer: maj - september 1915
- Johann Fernengel: september 1915 - maj 1916
- Felizian Krasel von Morwitzer: maj 1916 - oktober 1917
- Johann Salis-Seewis: oktober 1917 - junij 1918